# Sjatura
Sjatura (ryska Шату́ра) är en stad i Moskva oblast i Ryssland. Här finns bland annat Sjatura kraftverk. Staden är administrativt centrum för Sjatura rajon och har cirka 33 000 invånare.

### Fotnoter
1. ↑  ЧИСЛЕННОСТЬ ПОСТОЯННОГО НАСЕЛЕНИЯ РОССИЙСКОЙ ФЕДЕРАЦИИ ПО МУНИЦИПАЛЬНЫМ ОБРАЗОВАНИЯМ на 1 января 2015 года (komprimerad fil, .rar) Arkiverad 5 november 2021 hämtat från the Wayback Machine. Invånarantal i Rysslands administrativa enheter 1 januari 2015. Läst 23 augusti 2015.
2. ↑  ”Energiproduksjonen i Russland:ny generasjon av kraftverkene” (på norska). Russlands stemme. 16 september 2010. Arkiverad från originalet den 1 februari 2014. https://web.archive.org/web/20140201194940/http://norwegian.ruvr.ru/2010/09/16/20679215/. Läst 31 januari 2014.